# Odate
Odate (Japans: 大館市, Ōdate-shi) is een stad in de prefectuur Akita in het noorden van Honshu, Japan. De stad heeft een oppervlakte van 913,22 km² en begin 2018 ruim 71.000 inwoners.

## Geschiedenis
Odate werd op 1 april 1951 een stad (shi).
Op 20 juni 2005 zijn de gemeentes Hinai en Tashiro met Odate samengevoegd

## Verkeer
Odate ligt aan de Ou-hoofdlijn en de Hanawa-lijn van de East Japan Railway Company.
Odate ligt aan de autowegen 7, 103 en 285.

## Aangrenzende steden
- Kitaakita
- Kazuno
- Hirakawa
- Hirosaki